# Johann Friedrich von Borries

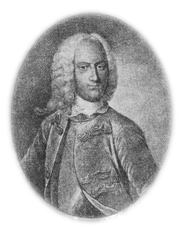
Johann Friedrich von Borries 1681–1751

Johann Friedrich (von) Borries (* 26. Dezember 1684 in Einbeck; † 21. März 1751 in Stade) war ein kurhannoverischer Kanzleidirektor und Justizrat.

## Laufbahn
Borries war ein Sohn des Oberauditeurs Theophilus Fridericus Borries (* 1646; † 19. November 1693; Sohn des Heinrich Borries (1609–1673), Stadtkämmerer und Bürgermeister von Minden) und der Anna Elisabeth, geb. Crauel (1661–1730; Tochter des Johann Friedrich Crauel). Er studierte Juristerei an der Universität Helmstedt, was er 1706 mit der Dissertation über Geld und Glücksspiel mit dem Titel „Diss. de eo, quod justum est, circa ludos, s. de justo naturali ludorum in pecuniam“ erfolgreich abschloss. Nach einer Stellung als Oberappellationsgerichtssekretär wurde er im Herbst 1715 Justizrat bei der Justizkanzlei Stade.
Im Januar 1727 wurde er zum wirklichen Konsistorialrat des Konsistoriums in Stade befördert, wenngleich bis 1732 ohne Besoldung. Am 20. August 1733 erhielt er von Kaiser Karl VI. ein Erneuerungsdiplom seines Adels für sich und seine Nachkommen, welches von Kurfürst Georg II. von Hannover am 4. Februar 1734 bestätigt wurde. Den Posten eines Geheimen Justizrats bekleidete er ab 15. Oktober 1736. Der bisherige Direktor der Justizkanzlei und des Hofgerichts Stade, Johann Hinrich von Spilker, war in seinen letzten Jahren bereits von Krankheit gezeichnet, weshalb von Borries viele seiner Aufgaben übernahm. So wurde er im April 1743 mit vermehrter Besoldung zum Vizedirektor des Gerichts. Kurz nach Spilkers Tod am 20. Juni 1746, wurde Borries Direktor der Justizkanzlei des Hofgerichts in Stade. Auch das Amt als Direktor des Justizkollegiums des Konsistoriums in Stade war damit verbunden. In dieser Funktion blieb Borries bis zu seinem Tod 1751.

## Familie und Nachkommen
Borries heiratete im Juli 1711 in Celle die Dorothea Sophia Charlotta Bacmeister (* 23. August 1695 in Hannover; † 24. Juli 1755 in Stade); Tochter des Johann Christian Bacmeister und der Hedwig Elisabeth, geb. Nolbeck (1678–1720). Aus dieser Ehe entsprangen:
- Anna Emerentia von Borries (* 3. September 1712; † 26. März 1780 als Witwe in Jork); ⚭ am 27. Oktober 1730 in Stade mit Nikolaus von Haren (* 17. Juni 1694 in Bremen; † 10. Oktober 1753 in Regensburg), königl. schwedischer Regierungsrat und Comitial-Gesandter am Reichstag[4]
  - N.N. von Haren, Oberhauptmann zu Alt- und Neu-Kloster
  - Hedwig Dorothea von Haren (* 1734; † 18. Februar 1810 in Neuhaus/Elbe); ⚭ am 24. März 1756 in Stade mit Eberhard von der Decken, königl. großbritannischer und kurfürstl. braunschweig-lüneburgischer Regierungsrat
    - Claus Otto Benedict von der Decken (* 11. August 1758; † 11. September 1841)

  - Eleonora Catharina von Haaren ⚭ Hinrich Christian von Gruben[5], Rittmeister im kurhannoverischen Leib-Regiment[6]
    - Otto Friedrich von Gruben (* 1765)
    - Philipp Moritz von Gruben (* 1766; † 1828), königlich hannoverscher Generalmajor[7]
    - Eberhard Conrad von Gruben (* 1769)
    - August Wilhelm von Gruben (* 1771)
- Sara Hedwig Sophie (* 23. März 1714; † 1751); ⚭ am 13. Oktober 1743 mit Dietrich Basilius von Staden (* 13. Oktober 1705 in Stade; † 3. September 1783 ebenda, oder 1787[8])[9]; immatrikuliert 1722 in Leipzig, ab 1734 Hofkanzleirat[10] in Celle. Sein Vater war der Gesandte Dietrich von Staden (Sohn des Bürgers und Kaufmanns in Stade, Nikolaus von Staden; † 1645), seine Mutter war Göle Katharina von dem Borstell[11], seine zweite Gattin (⚭ 1754) war Barbara Magdalena von Rönne, Tochter des Gerd Dietrich von Rönne und der Henriette von Osten
  - N.N. von Staden (* um 1735 in Stade; † 5. Oktober 1774 ebenda); ⚭ (1) am 1. Januar 1753 mit Johann Julius von Saldern; ⚭ (2) 1765 mit Friedrich Ferdinand von Quernheim († 3. September 1800 in Stade), 1765 Major im Nock'schen Infanterie-Regiment, später Generalmajor[12]
  - Marianne Louise Sophie von Stade (* um 1737 in Stade) ⚭ Arnold Johann Ludwig von Engelbrechten (* 1730 in Celle; † 22. Februar 1776 in Neuhaus (Oste)), Gerichtsdirektor in Otterndorf, 1775 Oberamtmann in Neuhaus
    - Georg Ludwig von Engelbrechten, um 1823 Hofgerichtsassessor, Justiz- und Consistorialrat in Stade[13]

  - Caroline Marie Luise von Staden (* 1743 (geschätzt) in Stade; † 27. Juli 1810 ebenda), zunächst wohl Conventualin, dann ⚭ am 21. September 1779 in Stade mit o. g. Friedrich Ferdinand von Quernheim
  - Juliane Dorothea Elisabeth von Staden (* 1750 in Stade; 27. Juli 1786 ebenda), Stiftsdame
- Juliana Charlotta von Borries (* 5. April 1715 in Celle; † 9. September 1753 in Hildesheim); ⚭ am 3. April 1736 in Stade mit Johann Peter Albrecht (* 28. Juni 1703 in Hildesheim; † 24. Juli 1757 ebenda)[14], kurkölnischer Hof- und Consistorial-Rat, auch cellischer Hof-Gerichts-Assessor und Hildesheimischer Land-Syndikus. 7 Kinder, darunter
  - Carl Ernst Albrecht (* 30. April 1745; † 17. November 1812) Tribunalrichter und Consistorialrat[15]
- Christiana Louise von Borries (* 10. August 1716; † 15. Juli 1719)
- Albrecht Johann von Borries (* 4. August 1718; † 6. August 1737)
- Christiana Eleonora von Borries (* 17. Juni 1720; † 25. März 1723)
- Henriette Louise von Borries (* 11. September 1723; † 6. November 1726)
- Johanne Georgine von Borries (* 26. Mai 1726 in Stade; † 1775 auf Drübber), ⚭ (1) am 14. Mai 1744 in Stade mit Johann Andreas Ernst von Hattorf, hannoverischer Kanzleirat und Herr auf Berliehausen (1710–1754); ⚭ (2) 1756 mit Andreas Alexander von Ramdohr, Landrat und Herr auf Drübber (* 18. Februar 1724; † 13. Februar 1782). Aus letztgenannter Ehe entsprang Basilius von Ramdohr.
- Heinrich Otto von Borries (* 10. November 1728; † 21. November 1785); ⚭ (2) Eleonore Freiin von Grote (* 25. Februar 1749; † 6. März 1820)
  - Wilhelm Friedrich (* 3. Juni 1776 Stade; † 19. Oktober 1819 Dorum) ⚭ Juliane Marie Gertrud von der Decken (* 1781; † August 1856)
    - Wilhelm Friedrich Otto von Borries (1802–1883), hannoverischer Politiker und Minister

  - Philipp Karl Ludwig (* 26. April 1778; † 17. Juni 1838), preußischer Landrat
  - Caroline Dorothea Johanna (* 30. August 1781; † 4. Februar 1844)
  - Franz Wilhelm (* 9. April 1785; † 15. August 1858)
- Philipp Lucas Arnold (* 5. Oktober 1731; † 1793). Er war 1784 Burgmann zu Horneburg[16] und Major im Dragonerregiment Ramdohr, 1791 kurhannoverscher Oberstleutnant[17], 1793 Oberst; ⚭ Mai 1768 Sophie Christiane von Düring, Tochter des Bremischen Ritterschaftspräsidenten von Düring[18]. Philipp Lucas kaufte sodann zwei adelige Güter zu Horneburg und Abensen von Gläubigern und Erben des ehemaligen Oberdeichgrafen und Hauptmanns von Düring; sodann war er 1784 Burgmann zu Horneburg und Gerichtsherr auf dem Delm. Auf eigenes Ersuchen hat er 1769 Aufnahme bei der Bremischen Ritterschaft erhalten.